# Жанаарна
Жанаа́рна (каз. Жаңаарна) — село у складі Талгарського району Алматинської області Казахстану. Входить до складу Кайнарського сільського округу.
Населення — 19 осіб (2021; 256 у 2009, 177 у 1999, 180 у 1989).